# (542258) 2013 AP183
(542258) 2013 AP183 est un objet transneptunien évoluant dans la région des objets épars, en résonance 3:8 avec Neptune et une planète naine potentielle, son diamètre serait d'environ 300 km.